# Parque Histórico de Si Satchanalai

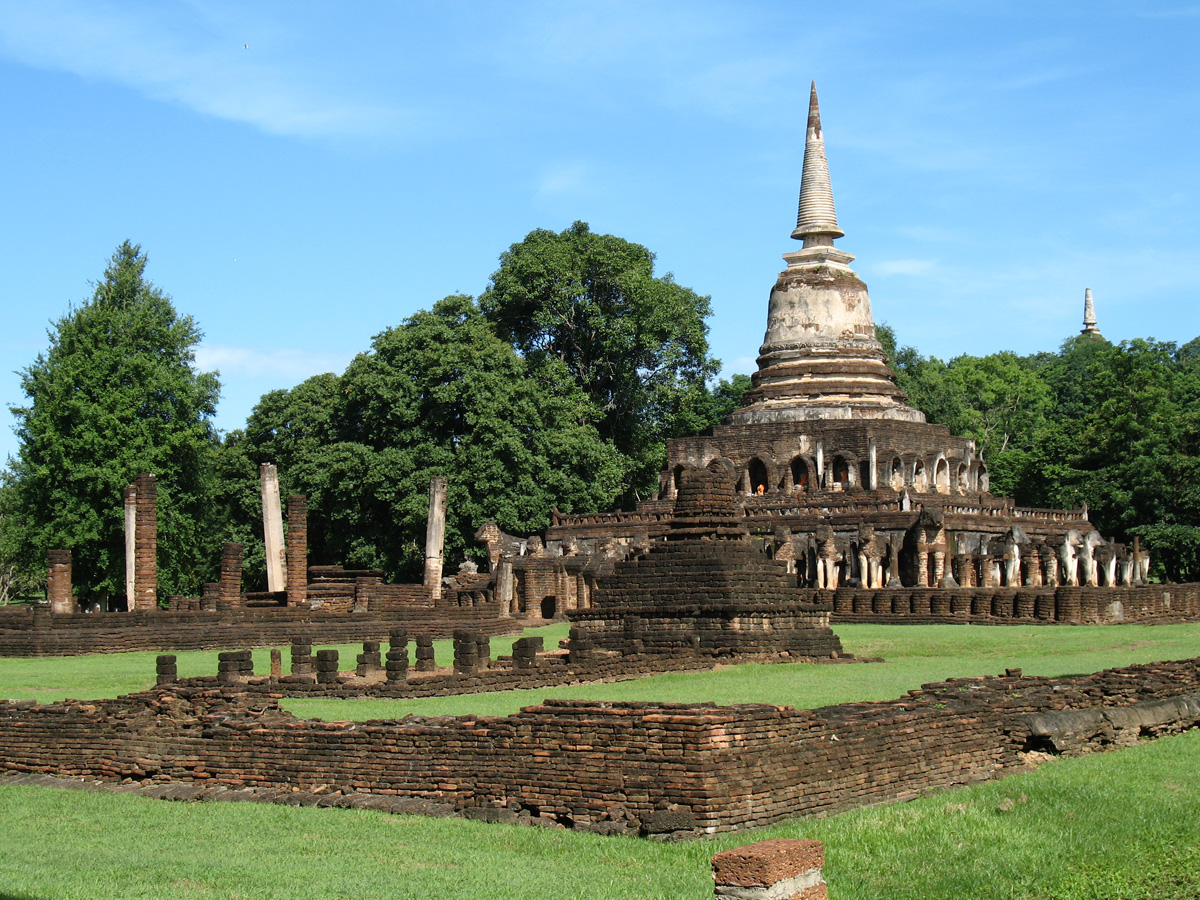
Wat Chang Lom

| Imagem: Cidade Histórica de Sucotai e Cidades Históricas Associadas | O Parque Histórico de Si Satchanalai está incluído no sítio "Cidade Histórica de Sucotai e Cidades Históricas Associadas", Património Mundial da UNESCO. |  |

O Parque Histórico de Si Satchanalai (tailandês:อุทยานประวัติศาสตร์ศรีสัชนาลัย) é um parque histórico na província tailandesa de Sucotai. O parque foi aberto em Julho de 1988. Faz parte do Património Mundial da UNESCO "Cidade Histórica de Sucotai e Cidades Históricas Associadas".